# Línea 3 (TUCARSA)
La línea 3 de la red de autobuses urbanos de Cartagena (TUCARSA) une Capitanes Ripoll con Canteras.

## Características
Esta línea une la calle Capitanes Ripoll (Plaza de las Puertas de San José) con la localidad de Canteras, atravesando Tentegorra.
La línea no mantiene los mismos horarios todo el año, desde el 1 al 31 de agosto se reducen el número de expediciones los días laborables entre semana (sábados laborables, domingos y festivos tienen los mismos horarios todo el año), además de los días excepcionales vísperas de festivo y festivos de Navidad en los que los horarios también cambian y se reducen.
Es operada por ALSA (TUCARSA).

## Horarios

### 1 septiembre - 31 julio
| Lunes a viernes laborables              |                             |                             |                             |                             |                             |                             |                             |                             |                             |                             |                             |                             |                             |                             |                             |                             |                             |                             |                             |                             |                             |                             |                             |                             |                             |                             |                             |                             |                             |
| Capitanes Ripoll > Canteras             | Capitanes Ripoll > Canteras | Capitanes Ripoll > Canteras | Capitanes Ripoll > Canteras | Capitanes Ripoll > Canteras | Capitanes Ripoll > Canteras | Capitanes Ripoll > Canteras | Capitanes Ripoll > Canteras | Capitanes Ripoll > Canteras | Capitanes Ripoll > Canteras | Capitanes Ripoll > Canteras | Capitanes Ripoll > Canteras | Capitanes Ripoll > Canteras | Capitanes Ripoll > Canteras | Capitanes Ripoll > Canteras | Canteras > Capitanes Ripoll | Canteras > Capitanes Ripoll | Canteras > Capitanes Ripoll | Canteras > Capitanes Ripoll | Canteras > Capitanes Ripoll | Canteras > Capitanes Ripoll | Canteras > Capitanes Ripoll | Canteras > Capitanes Ripoll | Canteras > Capitanes Ripoll | Canteras > Capitanes Ripoll | Canteras > Capitanes Ripoll | Canteras > Capitanes Ripoll | Canteras > Capitanes Ripoll | Canteras > Capitanes Ripoll | Canteras > Capitanes Ripoll |
| 07                                      | 08                          | 09                          | 10                          | 11                          | 12                          | 13                          | 14                          | 15                          | 16                          | 17                          | 18                          | 19                          | 20                          | 21                          | 07                          | 08                          | 09                          | 10                          | 11                          | 12                          | 13                          | 14                          | 15                          | 16                          | 17                          | 18                          | 19                          | 20                          | 21                          |
| 15 45                                   | 15 45                       | 15 45                       | 15 45                       | 15 45                       | 15 45                       | 15 45                       | 15 45                       | 15 45                       | 15 45                       | 15 45                       | 15 45                       | 15 45                       | 15 45                       | 15 45                       | 15 45                       | 15 45                       | 15 45                       | 15 45                       | 15 45                       | 15 45                       | 15 45                       | 15 45                       | 15 45                       | 15 45                       | 15 45                       | 15 45                       | 15 45                       | 15 45                       | 15 45                       |
| Sábados laborables, domingos y festivos |                             |                             |                             |                             |                             |                             |                             |                             |                             |                             |                             |                             |                             |                             |                             |                             |                             |                             |                             |                             |                             |                             |                             |                             |                             |                             |                             |                             |                             |
| Capitanes Ripoll > Canteras             | Capitanes Ripoll > Canteras | Capitanes Ripoll > Canteras | Capitanes Ripoll > Canteras | Capitanes Ripoll > Canteras | Capitanes Ripoll > Canteras | Capitanes Ripoll > Canteras | Capitanes Ripoll > Canteras | Capitanes Ripoll > Canteras | Capitanes Ripoll > Canteras | Capitanes Ripoll > Canteras | Capitanes Ripoll > Canteras | Capitanes Ripoll > Canteras | Capitanes Ripoll > Canteras | Capitanes Ripoll > Canteras | Canteras > Capitanes Ripoll | Canteras > Capitanes Ripoll | Canteras > Capitanes Ripoll | Canteras > Capitanes Ripoll | Canteras > Capitanes Ripoll | Canteras > Capitanes Ripoll | Canteras > Capitanes Ripoll | Canteras > Capitanes Ripoll | Canteras > Capitanes Ripoll | Canteras > Capitanes Ripoll | Canteras > Capitanes Ripoll | Canteras > Capitanes Ripoll | Canteras > Capitanes Ripoll | Canteras > Capitanes Ripoll | Canteras > Capitanes Ripoll |
| 07                                      | 08                          | 09                          | 10                          | 11                          | 12                          | 13                          | 14                          | 15                          | 16                          | 17                          | 18                          | 19                          | 20                          | 21                          | 07                          | 08                          | 09                          | 10                          | 11                          | 12                          | 13                          | 14                          | 15                          | 16                          | 17                          | 18                          | 19                          | 20                          | 21                          |
| 15                                      | 15                          | 15                          | 15                          | 15                          | 15                          | 15                          | 15                          | 15                          | 15                          | 15                          | 15                          | 15                          | 15                          | 15                          | 45                          | 45                          | 45                          | 45                          | 45                          | 45                          | 45                          | 45                          | 45                          | 45                          | 45                          | 45                          | 45                          | 45                          | 45                          |

### 1 - 31 agosto
| Lunes a viernes laborables              |                             |                             |                             |                             |                             |                             |                             |                             |                             |                             |                             |                             |                             |                             |                             |                             |                             |                             |                             |                             |                             |                             |                             |                             |                             |                             |                             |                             |                             |
| Capitanes Ripoll > Canteras             | Capitanes Ripoll > Canteras | Capitanes Ripoll > Canteras | Capitanes Ripoll > Canteras | Capitanes Ripoll > Canteras | Capitanes Ripoll > Canteras | Capitanes Ripoll > Canteras | Capitanes Ripoll > Canteras | Capitanes Ripoll > Canteras | Capitanes Ripoll > Canteras | Capitanes Ripoll > Canteras | Capitanes Ripoll > Canteras | Capitanes Ripoll > Canteras | Capitanes Ripoll > Canteras | Capitanes Ripoll > Canteras | Canteras > Capitanes Ripoll | Canteras > Capitanes Ripoll | Canteras > Capitanes Ripoll | Canteras > Capitanes Ripoll | Canteras > Capitanes Ripoll | Canteras > Capitanes Ripoll | Canteras > Capitanes Ripoll | Canteras > Capitanes Ripoll | Canteras > Capitanes Ripoll | Canteras > Capitanes Ripoll | Canteras > Capitanes Ripoll | Canteras > Capitanes Ripoll | Canteras > Capitanes Ripoll | Canteras > Capitanes Ripoll | Canteras > Capitanes Ripoll |
| 07                                      | 08                          | 09                          | 10                          | 11                          | 12                          | 13                          | 14                          | 15                          | 16                          | 17                          | 18                          | 19                          | 20                          | 21                          | 07                          | 08                          | 09                          | 10                          | 11                          | 12                          | 13                          | 14                          | 15                          | 16                          | 17                          | 18                          | 19                          | 20                          | 21                          |
| 15 45                                   | 15 45                       | 15 45                       | 15 45                       | 15 45                       | 15 45                       | 15 45                       | 15 45                       | 15                          | 15                          | 15                          | 15                          | 15                          | 15                          | 15                          | 15 45                       | 15 45                       | 15 45                       | 15 45                       | 15 45                       | 15 45                       | 15 45                       | 15 45                       | 45                          | 45                          | 45                          | 45                          | 45                          | 45                          | 45                          |
| Sábados laborables, domingos y festivos |                             |                             |                             |                             |                             |                             |                             |                             |                             |                             |                             |                             |                             |                             |                             |                             |                             |                             |                             |                             |                             |                             |                             |                             |                             |                             |                             |                             |                             |
| Capitanes Ripoll > Canteras             | Capitanes Ripoll > Canteras | Capitanes Ripoll > Canteras | Capitanes Ripoll > Canteras | Capitanes Ripoll > Canteras | Capitanes Ripoll > Canteras | Capitanes Ripoll > Canteras | Capitanes Ripoll > Canteras | Capitanes Ripoll > Canteras | Capitanes Ripoll > Canteras | Capitanes Ripoll > Canteras | Capitanes Ripoll > Canteras | Capitanes Ripoll > Canteras | Capitanes Ripoll > Canteras | Capitanes Ripoll > Canteras | Canteras > Capitanes Ripoll | Canteras > Capitanes Ripoll | Canteras > Capitanes Ripoll | Canteras > Capitanes Ripoll | Canteras > Capitanes Ripoll | Canteras > Capitanes Ripoll | Canteras > Capitanes Ripoll | Canteras > Capitanes Ripoll | Canteras > Capitanes Ripoll | Canteras > Capitanes Ripoll | Canteras > Capitanes Ripoll | Canteras > Capitanes Ripoll | Canteras > Capitanes Ripoll | Canteras > Capitanes Ripoll | Canteras > Capitanes Ripoll |
| 07                                      | 08                          | 09                          | 10                          | 11                          | 12                          | 13                          | 14                          | 15                          | 16                          | 17                          | 18                          | 19                          | 20                          | 21                          | 07                          | 08                          | 09                          | 10                          | 11                          | 12                          | 13                          | 14                          | 15                          | 16                          | 17                          | 18                          | 19                          | 20                          | 21                          |
| 15                                      | 15                          | 15                          | 15                          | 15                          | 15                          | 15                          | 15                          | 15                          | 15                          | 15                          | 15                          | 15                          | 15                          | 15                          | 45                          | 45                          | 45                          | 45                          | 45                          | 45                          | 45                          | 45                          | 45                          | 45                          | 45                          | 45                          | 45                          | 45                          | 45                          |

## Recorrido y paradas

### Sentido Canteras
| Parada                                         | Común con |
| ---------------------------------------------- | --------- |
| Capitanes Ripoll - Puertas de San José         | 14        |
| Esparta (Par) - Doctor Pérez Espejo            | 2 9       |
| Ciudad de La Unión (Par) - UNED                | 9         |
| Ciudad de La Unión (Par) - Avda. de Murcia     | 9         |
| Ciudad de La Unión (Par) - C. C. Mandarache    | 9         |
| Jorge Juan - Juan Fernández                    | 9         |
| Jorge Juan - Asociación de Vecinos             | 2 9       |
| Jorge Juan - Enrique Martínez Muñoz            | 1 9       |
| Sebastián Feringán (Par) - Escudo              | 5 6 12 30 |
| Sebastián Feringán (Par) - Perpetuo Socorro    | 5 6 12    |
| Ctra. Tentegorra - C. C. La Rambla (Frente)    | 6 12      |
| Ctra. Tentegorra - Cuatro Caminos              | 12        |
| Ctra. Tentegorra - Hospital Naval              |           |
| Ctra. Tentegorra - Poblado de Marina           |           |
| Ctra. Tentegorra - Acuartelamiento López Pinto |           |
| Avda. del Portús (Par) - Los Garcías           |           |
| Canales del Taibilla                           |           |
| Avda. del Portús (Par) - Olivo                 |           |
| Avda. del Portús (Par) - Chopera               |           |
| Chopera (Par) - Restaurante El Secreto         |           |
| Puente - Carrascalejo                          |           |
| Mayor - Ferretería                             | 4 12      |
| Mayor - Centro Juvenil                         | 4 12      |

### Sentido Cartagena
| Parada                                                  | Común con |
| ------------------------------------------------------- | --------- |
| Mayor - Centro Juvenil (Frente)                         | 4 12      |
| Mayor - Ferretería (Frente)                             | 4 12      |
| Puente - Mirador                                        |           |
| Chopera (Impar) - Restaurante El Secreto                |           |
| Avda. del Portús (Impar) - Chopera                      |           |
| Avda. del Portús (Impar) - Olivo                        |           |
| Canales del Taibilla                                    |           |
| Avda. del Portús (Impar) - Los Garcías                  |           |
| Ctra. Tentegorra - Acuartelamiento López Pinto (Frente) |           |
| Ctra. Tentegorra - Escuela de Infantería de Marina      |           |
| Ctra. Tentegorra - Hospital Naval (Frente)              |           |
| Ctra. Tentegorra - Cuatro Caminos                       | 12        |
| Ctra. Tentegorra - C. C. La Rambla                      | 6 12      |
| Sebastián Feringán (Impar) - Perpetuo Socorro           | 5 6 12    |
| Sebastián Feringán (Impar) - Escudo                     | 12 30     |
| Jorge Juan - Félix Martí Alpera                         |           |
| Jorge Juan - Carmen Conde                               |           |
| Jorge Juan - Wssel de Guimbarda                         |           |
| Ciudad de La Unión (Impar) - C. C. Mandarache           |           |
| Ciudad de La Unión (Impar) - Avda. de Murcia            |           |
| Ciudad de La Unión (Impar) - UNED                       |           |
| Esparta (Impar) - Doctor Pérez Espejo                   | 2         |
| Capitanes Ripoll - Puertas de San José                  | 14        |